# حدبة شرس (المغربة)

تعديل مصدري - تعديل

حدبة شرس هي إحدى قرى عزلة نيسا بمديرية المغربة التابعة لمحافظة حجة، بلغ تعداد سكانها 408 نسمة حسب تعداد اليمن لعام 2004.